# Solène Barbance
Solène Barbance est une footballeuse internationale française, née le 13 août 1991 à Rodez en Aveyron. Elle évolue au poste de milieu offensive au Rodez AF.

## Biographie

### Carrière en club
Solène commence la pratique du football chez les jeunes au Druelle FC de 2001 à 2009, et chez les juniors de Rodez AF de 2001 à 2009. Le club senior joue alors en Division 1 féminine.
Elle commence sa carrière professionnelle en France, au Toulouse FC, de 2009 à 2011, en Division 1.
Solène rejoint ensuite brièvement le Paris SG de 2011 à 2012.
Elle décide alors de quitter le Paris SG, pour la franchise du Peamount UFC en Irlande, participant ainsi à son premier championnat étranger. Elle évolue en faveur de cette équipe de 2013 à 2015, remportant la Coupe de la Ligue d'Irlande en 2013, et terminant vice-championne d'Irlande en 2012-2013,.
Elle joue également dans la même période dans plusieurs clubs français, l'AS Muret, l'ASPTT Albi et le Toulouse FC, de 2013 à 2015.
Elle retourne dans son ancien club, le Rodez AF, de 2015 à 2017,,.
Elle quitte deux ans après son arrivée le club du Rodez AF.
Le FCG Bordeaux recrute Solène Barbance pour la saison 2017-2018 de Division 1.
Lors de la saison 2018-2019, elle est déléguée club de l'UNFP au sein des Girondines de Bordeaux.

### Carrière internationale
Solène Barbance est sélectionnée en équipe de France des moins de 19 ans (U19) et participe à son premier championnat d'Europe. Elle remporte cette édition 2010.
Elle est également sélectionnée en équipe de France des moins de 20 ans en 2012.
En 2015, Sylvain Blaise l’entraîneur de la sélection Française universitaire, sélectionne Solène Barbance pour le championnat universitaire de 2015 (en).
En 2016, Solène Barbance est sélectionné en équipe de France militaire. Avec cette sélection, elle remporte la Coupe du monde militaire avec une victoire 2-1 face au Brésil,,,.
En 2016, elle joue pour la sélection d'Occitanie et participe à l'Europeada 2016, terminant la compétition à la seconde place.

## Statistiques et palmarès

### Statistiques
Le tableau suivant présente, pour chaque saison, le nombre de matchs joués et de buts marqués dans le championnat national, en Coupe de France (Challenge de France) et éventuellement en compétitions internationales. Le cas échéant, les sélections nationales sont indiquées dans la dernière colonne.

### Palmarès

#### En club
- Championne de DH Midi-Pyrénées en 2005-2006 (Rodez AF)
- Vice-championne de France en 2011-2012 (Paris SG)
- Vice-championne d'Irlande en 2012-2013 (Peamount United FC)
- Vainqueur de la Coupe de la Ligue d'Irlande en 2013 (Peamount United FC)

#### En sélection
- France U19
  - Vainqueur du championnat d'Europe des moins de 19 ans en 2010

- France universitaire
  - Vainqueur du championnat universitaire en 2015

- France militaire
  - Vainqueur de la Coupe du monde militaire en 2016

- Occitanie
  - Finaliste de l’Europeada en 2016